# Caixa de passagem
A caixa de passagem é destinada a passar, emendar ou terminar linhas de redes, podendo ser estas de comunicação, de alimentação elétrica, de esgoto etc.
Nela permitem-se entroncar, por exemplo, fios de rede de comunicação e/ou de telefone, facilitando a manutenção e instalação da rede, como em edifícios, residências, vias públicas ou fábricas, centralizando vários cabos em um único local.
Categorias: Instalações Elétricas ("Elétrica")& Telefônicas & Hidráulicas & de Climatização, Construção